# Diêm Hồ
Diêm Hồ (chữ Hán giản thể: 盐湖区, âm Hán Việt: Diêm Hồ khu) là một quận thuộc địa cấp thị Vận Thành, tỉnh Sơn Tây, Cộng hòa Nhân dân Trung Hoa. Quận Diêm Hồ có diện tích 1237 km², dân số năm 2002 là 610.000 người. 